# Berdreyminn
Berdreyminn je šesti studijski album islandskog post-metal sastava Sólstafir. Album je 26. svibnja 2017. godine objavila diskografska kuća Season of Mist. Ovo je prvi studijski album sastava na kojem je sudjelovao bubnjar Hallgrímur Jón Hallgrímsson.

## Popis pjesama
| 1.    | »Silfur-refur« | 6:54 |
| 2.    | »Ísafold«      | 4:57 |
| 3.    | »Hula«         | 7:07 |
| 4.    | »Nárós«        | 7:23 |
| 5.    | »Hvít sæng«    | 7:22 |
| 6.    | »Dýrafjörður«  | 7:31 |
| 7.    | »Ambátt«       | 8:08 |
| 8.    | »Bláfjall«     | 7:52 |
| 57:14 |                |      |

## Zasluge
| Sólstafir - Hallgrímur Jón Hallgrímsson – bubnjevi, prateći vokali - Aðalbjörn Tryggvason – gitara, vokali, produkcija - Svavar Austman – bas-gitara - Sæþór Maríus Sæþórsson – gitara Ostalo osoblje - Ted Jensen – mastering - Jaime Gomez Arellano – produkcija, miksanje - Birgir Jón Birgisson – produkcija - Adam Burke – naslovnica |  | Dodatni glazbenici - Amiina – gudačka glazbala - Halldor A. Björnsson – klavir, klavijature - Erna Ómarsdóttir – rog - Margrét Soffía Einarsdóttir – sopranski vokali (na pjesmi 3) - Snorri Sigurðarson – truba, lovački rog - Ingi Garðar Erlendsson – tuba |